# Gotemburgo Ocidental
Gotemburgo Ocidental (em sueco: Västra Göteborg) foi uma das freguesias administrativas da cidade sueca de Gotemburgo no período 2011-2020. 
As "freguesias administrativas" cessaram de existir em 1 de janeiro de 2021, tendo as suas funções sido centralizadas em 6 "administrações municipais" (fackförvaltningar).

Substituiu - a partir de 1 de janeiro de 2011 - as anteriores freguesias de Arquipélago Meridional, Tynnered e Alvsburgo.